# موریل باکس
موریل باکس (انگلیسی: Muriel Box؛ زاده ۲۲ سپتامبر ۱۹۰۵ درگذشته ۱۸ مهٔ ۱۹۹۱) یک کارگردان، نویسنده، و فیلم‌نامه‌نویس اهل بریتانیا بود.

## فیلم‌شناسی

### به عنوان فیلم‌نامه‌نویس
- کریستف کلمب (۱۹۴۹)
- برادران (۱۹۴۷)